# Rade Milanović
Rade Milanović, hrvaški general, * 24. oktober 1920, † ?.

## Življenjepis
Med vojno je bil na poveljniških položajih več enot. Po vojni je predavatelj na VVA JLA in Vojni šoli, poveljnik divizije, pomočnik poveljnika armade,...